# Ночь перед Рождеством
«Ночь пе́ред Рождество́м» — повесть Николая Васильевича Гоголя. Входит в цикл «Вечера на хуторе близ Диканьки».

## История
Время написания «Ночи перед Рождеством» разными исследователями определяется по-разному — хотя и в общих рамках периода с 1830 до зимы 1831—1832 годов.
Впервые повесть опубликована в издании «Вечера на хуторе близ Диканьки. Повести, изданные Пасичником Рудым Паньком. Вторая книжка». Санкт-Петербург. Печатано в типографии А. А. Плюшара. 1832 (цензурное разрешение — 31 января 1832 года).

## Сюжет
Действие повести хронологически приурочено к эпизоду царствования Екатерины II, последней депутации запорожцев, состоявшейся в 1775 году и связанной с работой Комиссии по упразднению Запорожской Сечи.
Сюжет произведения разворачивается в украинской деревне Диканьке.
Никем не замеченный, в небе кружится чёрт, который прячет в карман месяц, думая, что наступившая тьма удержит дома богатого казака Корния Чуба, приглашённого к дьяку Осипу Никифоровичу на кутью, и тогда к дочке Чуба Оксане не осмелится прийти ненавистный чёрту кузнец Вакула (который нарисовал на церковной стене картину Страшного суда и гонимого чёрта, избиваемого кнутами и поленьями).
Чуб с кумом сомневаются, идти ли в такой непроглядной тьме к дьяку, однако решаются и уходят. Дома остаётся красавица Оксана. Приходит Вакула. Оксана насмехается над ним. В дверь стучит сбившийся с дороги Чуб, без кума, решивший вернуться из-за устроенной чёртом метели домой. Однако, услышав кузнеца, Чуб решает, что попал в хату хромого Левченко. Чуб отправляется к матери Вакулы, Солохе.
К Оксане приходят её подруги. Оксана замечает на одной из них расшитые золотом черевички (башмачки). Оксана гордо заявляет, что выйдет замуж за Вакулу, если тот принесёт ей черевички, «которые носит царица».
Меж тем чёрта, с пользой проводящего время у Солохи, испугал голова, не пошедший к дьяку на кутью. Чёрт залезает в мешок, оставленный среди хаты Вакулой, а в другой вскоре лезет и голова, потому что к Солохе пришёл дьяк. Заигрывавшему с Солохой дьяку тоже приходится лезть в мешок, потому что приходит Чуб. Впрочем, вскоре Чуб полезает в тот же мешок, избегая встречи с вернувшимся Вакулой. Пока Солоха разговаривает на огороде с пришедшим вслед кузнецу казаком Касьяном Свербыгузом, Вакула уносит мешки, объясняя себе их тяжесть своим подавленным состоянием после встречи с Оксаной.
В толпе колядующих кузнец вновь встречает Оксану, которая повторяет своё обещание по поводу черевичек. С горя Вакула решает утопиться, бросает все мешки, кроме самого маленького, и убегает.
Слегка успокоившись, Вакула хочет попробовать ещё одно средство: он приходит к запорожцу Пузатому Пацюку, который «немного сродни чёрту», и получает туманный ответ, что чёрт у него за плечами.
Предвкушая славную добычу, чёрт выскакивает из мешка и, сев на шею кузнеца, сулит ему этой же ночью Оксану. Хитрый кузнец, ухватив чёрта за хвост и угрожая его перекрестить, становится хозяином положения и велит чёрту везти себя «в Петербург, прямо к царице».
Оказавшись в Петербурге, кузнец приходит к запорожцам, с которыми познакомился осенью, когда они проезжали через Диканьку. С помощью чёрта он добивается, чтобы его взяли на приём к царице. Дивясь роскоши дворца и чудной живописи, кузнец оказывается перед царицей в сопровождении Потёмкина и просит у неё царских башмачков. Тронутая таким простодушием, Екатерина II обращает на этот пассаж внимание стоящего поодаль Фонвизина, а Вакуле дарит башмачки.
В селе в это время деревенские бабы спорят, каким именно образом наложил на себя руки Вакула. Эти пересуды смущают Оксану, она всю ночь не могла заснуть, а «к утру влюбилась по уши в кузнеца». Вернувшийся Вакула вынимает из сундука новые шапку и пояс и отправляется к Чубу с просьбой отдать за него Оксану. Чуб, прельщённый подарками и раздосадованный вероломством Солохи, отвечает согласием. Ему вторит и Оксана, готовая выйти за кузнеца «и без черевиков».
Обзаведшись семьёй, Вакула расписал свою хату красками, а в церкви намалевал чёрта, да «такого гадкого, что все плевали, когда проходили мимо».

## Аллюзии
- Вакула понуждает чёрта лететь в Петербург — напоминает святителя Иоанна Новгородского, заставившего чёрта донести его в Иерусалим к Храму Гроба Господня[3].
- По прибытии обратно в деревню Вакула высек чёрта хворостиной — это напоминает образы святого Никиты Бесогона[4] и великомученицы Марины Антиохийской[5].

## Постановки и экранизации
- 1872-1883 — опера «Рождественская ночь» Н. В. Лысенко.
- 1874 — опера «Кузнец Вакула» П. И. Чайковского, во второй редакции 1887 года — «Черевички».
- 1895 — опера «Ночь перед Рождеством» Н. А. Римского-Корсакова.
- 1913 — немой фильм «Ночь перед Рождеством» режиссёра В. А. Старевича.
- 1944 — фильм-опера «Черевички».
- 1951 — мультипликационный фильм «Ночь перед Рождеством».
- 1961 — художественный фильм «Вечера на хуторе близ Диканьки» режиссёра А. А. Роу.
- 1977 — мультфильм «Приключения кузнеца Вакулы»[6].
- 1997 — мультипликационный фильм «Ночь перед Рождеством».
- 2002 — российско-украинская кинокомедия-мюзикл «Вечера на хуторе близ Диканьки» режиссёра Семёна Горова.